# Walter A. McDougall
Walter Allan McDougall (* 3. Dezember 1946 in Washington, D.C.) ist ein US-amerikanischer Historiker.

## Leben
McDougall besuchte die New Trier Township High School in Winnetka, Illinois und machte dort 1964 seinen Abschluss. Anschließend studierte er am Amherst College, wo er 1968 einen Bachelor of Arts cum laude erhielt. Von 1968 bis 1970 diente er in der United States Army und kam als artillery sergeant im Vietnamkrieg zum Einsatz. Nach seinem Ausscheiden aus der Armee mit einem Honorable Discharge setzte er an der University of Chicago sein Studium fort. Hier erhielt er 1971 einen Master of Arts und promovierte 1974 zum Ph.D. Sein Doktorvater war William Hardy McNeill.
Ab 1975 lehrte McDougall an der University of California, Berkeley, erst von 1975 bis 1983 als Assistant Professor, dann von 1983 bis 1987 als Associate Professor und schließlich von 1987 bis 1988 als Full Professor. 1988 wechselte er an die University of Pennsylvania, wo er seitdem als Professor für Geschichte lehrt. Des Weiteren hat er den Lehrstuhl des Alloy-Ansin Professor of International Relations inne.
1986, sowie erneut 1991, war er Resident Scholar an der Hoover Institution der Stanford University. Für sein Buch ...the Heavens and the Earth: A Political History of the Space Age erhielt er im April 1986 den Pulitzer-Preis für Geschichte. Im Oktober 1986 erhielt er den Dexter Prize der Society for the History of Technology. Im Mai 1998 wurde er in die Society of American Historians gewählt.
McDougall ist verheiratet und hat zwei Kinder.

## Veröffentlichungen (Auswahl)
- France’s Rhineland Diplomacy, 1914–1924. The last bid for a Balance of Power in Europe. Princeton University Press, Princeton N.J. 1978, ISBN 0-691-05268-9.
- als Herausgeber mit Paul Seabury: The Grenada Papers. Institute for Contemporary Studies, San Francisco CA 1984, ISBN 0-917616-68-5.
- ... the Heavens and the Earth. A Political History of the Space Age. Basic Books, New York NY 1985, ISBN 0-465-02888-8.
- Let the Sea Make a Noise. A History of the North Pacific from Magellan to MacArthur. Basic Books, New York NY 1993, ISBN 0-465-05152-9.
- Promised Land, Crusader State. The American Encounter with the World since 1776. Houghton Mifflin, Boston MA u. a. 1997, ISBN 0-395-90132-4.
- Freedom just Around the Corner. A New American History, 1585–1828. HarperCollins, New York NY 2004, ISBN 0-06-019789-7.
- Throes of Democracy. The American Civil War era, 1829–1877. HarperCollins, New York NY 2008, ISBN 978-0-06-056751-4.
- The Tragedy of U.S. Foreign Policy: How America's Civil Religion Betrayed the National Interest. Yale University Press, New Haven, Ct 2019, ISBN 978-0-30-024453-3.